# Film, film, film
Pour les articles homonymes, voir Film (film).
Film, film, film (Фильм, фильм, фильм) est un film d'animation soviétique réalisé par Fiodor Khitrouk, sorti en 1968.

## Fiche technique
- Titre : Film, film, film[1]
- Titre original : Фильм, фильм, фильм
- Réalisation : Fiodor Khitrouk
- Scénario : Fiodor Khitrouk, Vladimir Golovanov (ru)
- Animation : Guennadi Sokolski
- Musique : Alexandre Zatsepine, Evgueni Krylatov
- Pays d'origine : URSS
- Format : Couleurs - 35 mm - Mono
- Genre : satire
- Durée : 19 minutes
- Date de sortie : 1968

## Distribution

### Voix originales
- Gueorgui Vitsine
- Alexeï Polevoï